# Kazachse voetbalbeker 1993
1993 was het tweede seizoen van de Beker van Kazachstan. De 27 deelnemende ploegen streden van 24 maart t/m 8 november in een knock-outsysteem.

## Eerste ronde
De wedstrijden werden gespeeld op 24, 26 maart, 2 & 5 april 1993.
| Thuisclub                | Uitslag        | Uitclub                |
| ------------------------ | -------------- | ---------------------- |
| Ajar FK Kökşetaw         | 2-2 (3-5 n.s.) | Bolat FK Temirtaw      |
| Aktyubïnec FK Aktyubïnsk | 0-1            | Şaxter FK Qarağandı    |
| Ansat FK Pavlodar        | 3-1            | Qaraşığanaq FK Aqsay   |
| Batır FK Ekibastuz       | 2-2 (3-4 n.s.) | Taraz FK Jambul        |
| Celïnnïk FK Aqmola       | 0-1            | Dostıq FK Alma-Ata     |
| Munayşı Aqtaw FK         | 1-2            | Kökşetaw FK            |
| Namıs FK Alma-Ata        | 1-3            | Gornyak FK Xromtaw     |
| Qayrat FK Alma-Ata       | 1              | Metallïst FK Petropavl |
| SKÏF-Ordabası FK Şımkent | 3-1            | Qaysar FK Qızılorda    |
| Uralec-ARMA FK Uralsk    | 2-2 (4-3 n.s.) | Vostok FK Öskemen      |
| Yassı FK Turkistan       | 1-0            | Eñbek FK Jezqazğan     |
| vrijgeloot               |                | Dïnamo FK Alma-Ata     |
| vrijgeloot               |                | Elimay FK Semey        |
| vrijgeloot               |                | Jiger FK Şımkent       |
| vrijgeloot               |                | Taldıqorğan FK         |
| vrijgeloot               |                | Xïmïk FK Kustanay      |

1 Metallïst FK Petropavl trok zich terug.

## Achtste finale
De wedstrijden werden gespeeld op 6 april, 2 & 23 mei 1993.
| Thuisclub               | Uitslag | Uitclub                  |
| ----------------------- | ------- | ------------------------ |
| Ansat FK Pavlodar       | 2       | Taldıqorğan FK           |
| Dïnamo FK Alma-Ata      | 2-1     | Xïmïk FK Kustanay        |
| Dostıq FK Alma-Ata      | 3-1     | Uralec-ARMA FK Uralsk    |
| Elimay FK Semïpalatïnsk | 3       | Jiger FK Şımkent         |
| Gornyak FK Xromtaw      | 4       | Qayrat FK Alma-Ata       |
| Kökşetaw FK             | 2-1     | Bolat FK Temirtaw        |
| Şaxter FK Qarağandı     | 6-0     | Yassı FK Turkistan       |
| Taraz FK Jambıl 5       | 2-0     | SKÏF-Ordabası FK Şımkent |

2 Taldıqorğan FK trok zich terug.
3 Jiger FK Şımkent trok zich terug.
4 Qayrat FK Alma-Ata trok zich terug.
5 Taraz FK Jambul heet m.i.v. 4 mei 1993 Taraz FK Jambıl.

## Kwartfinale
De wedstrijden werden gespeeld op 11 juni & 20 juli 1993.
| Thuisclub               | Uitslag        | Uitclub             |
| ----------------------- | -------------- | ------------------- |
| Dostıq FK Alma-Ata      | 6              | Kökşetaw FK         |
| Elimay FK Semïpalatïnsk | 0-0 (3-4 n.s.) | Ansat FK Pavlodar   |
| Gornyak FK Xromtaw      | 0-1            | Dïnamo FK Alma-Ata  |
| Taraz FK Jambıl         | 3-0            | Şaxter FK Qarağandı |

6 Kökşetaw FK trok zich terug.

## Halve finale
De wedstrijden werden gespeeld op 20 juli & 8 augustus 1993.
| Thuisclub          | Uitslag | Uitclub            |
| ------------------ | ------- | ------------------ |
| Dïnamo FK Alma-Ata | 1-2     | Dostıq FK Alma-Ata |
| Taraz FK Jambıl    | 1-0     | Ansat FK Pavlodar  |

## Finale
|                 |                                |       |                         |                                                                                   |
| 8 november 1993 | Dostıq FK Alma-Ata             | 4 - 2 | Taraz FK Jambıl         | Almatı Ortalıq Stadïon Toeschouwers: 1.000 Scheidsrechter: C. Borodïn (Qarağandı) |
| 8 november 1993 | Lyçkïy 30', 43', 70' Şanïn 65' | KFF   | Şmarïkov 40' Avdeev 49' | Almatı Ortalıq Stadïon Toeschouwers: 1.000 Scheidsrechter: C. Borodïn (Qarağandı) |